# مایا پدرسن-بیری
مایا پدرسن-بیری (انگلیسی: Maya Pedersen-Bieri؛ زادهٔ ۲۷ نوامبر ۱۹۷۲) ورزشکار اسکلتون اهل سوئیس بود.
وی در مسابقات کشوری و بین‌المللی در مجموع برندهٔ ۳ مدال طلا، ۲ مدال نقره، ۱ مدال برنز شده‌است.